# La Farlède
La Farlède est une commune française située dans le département du Var en région Provence-Alpes-Côte d'Azur. Ses habitants sont appelés les Farlédois.

## Géographie

### Localisation
La commune est séparée de Solliès-Pont par un angle de la commune de Solliès-Ville.
Elle est distante de 12 km de Toulon, 14 de Hyères et 77 de Marseille.
| Solliès-Ville     | Solliès-Ville    | Solliès-Ville |
| La Valette-du-Var | La Farlède       | La Crau       |
| La Valette-du-Var | La Crau La Garde | La Crau       |

.

### Géologie et relief
- Grand Cap.
- Zone naturelle d'intérêt écologique, faunistique et floristique (ZNIEFF). Mont Combe-Coudon-Les baus Rouges-Vallauris[1].
- Site natura 2000[2].
- Géologie du  Gapeau, hydrologie karstique.

### Hydrographie
Cours d'eau sur la commune :
- Gapeau, fleuve,
- Ruisseaux de la Jonquière, de Lambert, de Pierrascas et de Réganas.

### Climat
Pour des articles plus généraux, voir Climat de Provence-Alpes-Côte d'Azur et Climat du Var.
En 2010, le climat de la commune est de type climat méditerranéen franc, selon une étude du Centre national de la recherche scientifique s'appuyant sur une série de données couvrant la période 1971-2000. En 2020, Météo-France publie une typologie des climats de la France métropolitaine dans laquelle la commune est exposée à un climat méditerranéen et est dans une zone de transition entre les régions climatiques « Provence, Languedoc-Roussillon » et « Var, Alpes-Maritimes ». 
Pour la période 1971-2000, la température annuelle moyenne est de 14,7 °C, avec une amplitude thermique annuelle de 15,2 °C. Le cumul annuel moyen de précipitations est de 786 mm, avec 5,8 jours de précipitations en janvier et 1,4 jours en juillet. Pour la période 1991-2020, la température moyenne annuelle observée sur la station météorologique de Météo-France la plus proche, « Cuers », sur la commune de Cuers à 8 km à vol d'oiseau, est de 15,5 °C et le cumul annuel moyen de précipitations est de 778,9 mm. 
La température maximale relevée sur cette station est de 41,3 °C, atteinte le 5 août 2017 ; la température minimale est de −9,3 °C, atteinte le 11 février 2012,,. 
| Mois                                  | jan.          | fév.          | mars          | avril         | mai           | juin         | jui.          | août          | sep.          | oct.          | nov.            | déc.          | année     |
| ------------------------------------- | ------------- | ------------- | ------------- | ------------- | ------------- | ------------ | ------------- | ------------- | ------------- | ------------- | --------------- | ------------- | --------- |
| Température minimale moyenne (°C)     | 2             | 2,1           | 4,3           | 7,1           | 10,8          | 14,1         | 16,4          | 16,1          | 13,1          | 10,2          | 6,1             | 2,9           | 8,8       |
| Température moyenne (°C)              | 7,9           | 8,3           | 10,9          | 13,8          | 17,7          | 21,7         | 24,4          | 24,2          | 20,4          | 16,5          | 11,7            | 8,6           | 15,5      |
| Température maximale moyenne (°C)     | 13,7          | 14,5          | 17,5          | 20,5          | 24,5          | 29,3         | 32,4          | 32,3          | 27,6          | 22,8          | 17,4            | 14,3          | 22,2      |
| Record de froid (°C) date du record   | −9,1 07.01.02 | −9,3 11.02.12 | −9,3 02.03.05 | −4,4 08.04.21 | 1,3 07.05.19  | 5,5 04.06.06 | 7,9 17.07.00  | 7,2 23.08.07  | 3,1 21.09.17  | −1,4 22.10.07 | −8,8 23.11.1998 | −9,1 20.12.01 | −9,3 2012 |
| Record de chaleur (°C) date du record | 23,3 10.01.15 | 25,1 03.02.20 | 28,4 21.03.02 | 27,9 23.04.09 | 35,1 12.05.12 | 39 27.06.19  | 39,8 20.07.23 | 41,3 05.08.17 | 35,9 05.09.16 | 31,1 28.10.06 | 27,9 14.11.23   | 23,1 30.12.21 | 41,3 2017 |
| Précipitations (mm)                   | 73,4          | 54,8          | 57,4          | 57,1          | 56,7          | 33,5         | 15,6          | 19,3          | 76,6          | 105,5         | 141,4           | 87,6          | 778,9     |

| Diagramme climatique                                  |             |             |             |              |              |              |              |              |               |              |             |
| J                                                     | F           | M           | A           | M            | J            | J            | A            | S            | O             | N            | D           |
| 13,7273,4                                             | 14,52,154,8 | 17,54,357,4 | 20,57,157,1 | 24,510,856,7 | 29,314,133,5 | 32,416,415,6 | 32,316,119,3 | 27,613,176,6 | 22,810,2105,5 | 17,46,1141,4 | 14,32,987,6 |
| Moyennes : • Temp. maxi et mini °C • Précipitation mm |             |             |             |              |              |              |              |              |               |              |             |

Les paramètres climatiques de la commune ont été estimés pour le milieu du siècle (2041-2070) selon différents scénarios d'émission de gaz à effet de serre à partir des nouvelles projections climatiques de référence DRIAS-2020. Ils sont consultables sur un site dédié publié par Météo-France en novembre 2022.

## Urbanisme

### Typologie
Au 1er janvier 2024, La Farlède est catégorisée ceinture urbaine, selon la nouvelle grille communale de densité à sept niveaux définie par l'Insee en 2022.
Elle appartient à l'unité urbaine de Toulon, une agglomération inter-départementale regroupant 27  communes, dont elle est une commune de la banlieue,,. Par ailleurs la commune fait partie de l'aire d'attraction de Toulon, dont elle est une commune de la couronne,. Cette aire, qui regroupe 35 communes, est catégorisée dans les aires de 200 000 à moins de 700 000 habitants,.

### Occupation des sols
L'occupation des sols de la commune, telle qu'elle ressort de la base de données européenne d’occupation biophysique des sols Corine Land Cover (CLC), est marquée par l'importance des territoires artificialisés (62,8 % en 2018), en augmentation par rapport à 1990 (50,7 %). La répartition détaillée en 2018 est la suivante : 
zones urbanisées (42,8 %), zones industrielles ou commerciales et réseaux de communication (20 %), zones agricoles hétérogènes (14,4 %), cultures permanentes (10,9 %), forêts (7,6 %), milieux à végétation arbustive et/ou herbacée (4,1 %). L'évolution de l’occupation des sols de la commune et de ses infrastructures peut être observée sur les différentes représentations cartographiques du territoire : la carte de Cassini (XVIIIe siècle), la carte d'état-major (1820-1866) et les cartes ou photos aériennes de l'IGN pour la période actuelle (1950 à aujourd'hui).

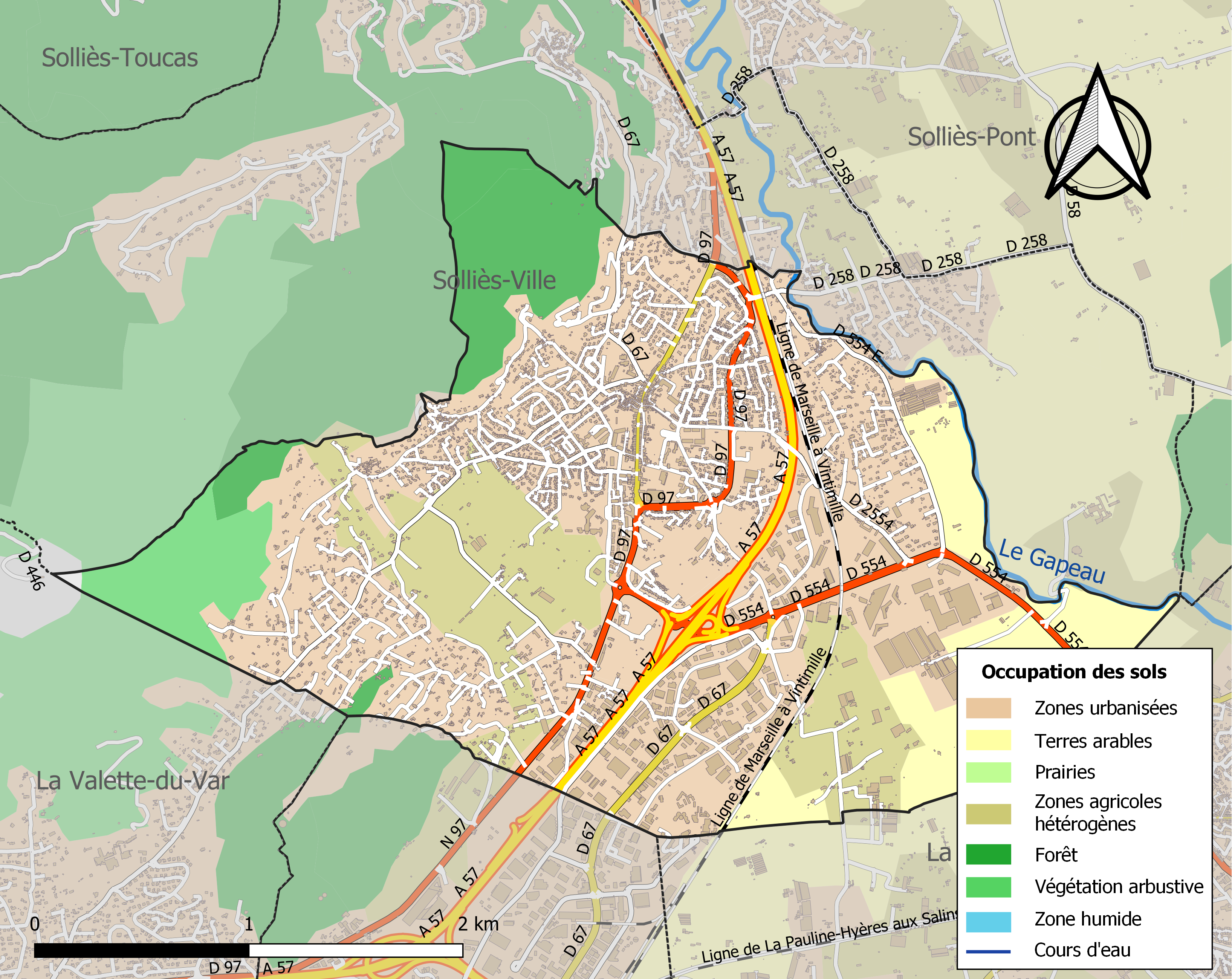
Carte des infrastructures et de l'occupation des sols de la commune en 2018 (CLC).

La commune dispose d'un plan local d'urbanisme, et relève du Schéma de cohérence territoriale (SCOT) Provence Méditerranée.

### Voies de communications et transports

#### Voies routières
- Routes départementales D7-D97-D554[20].
- Autoroute A57,  6 La Farlède.

#### Transports en commun
- Transport en Provence-Alpes-Côte d'Azur

Commune desservie par le réseau régional de transports en commun Zou ! (ex Varlib). Les collectivités territoriales ont en effet mis en œuvre un « service de transports à la demande » (TAD), réseau régional Zou !.
- Réseau Mistral[22].

#### Lignes SNCF
- Gare de Toulon.

### Risques naturels et technologiques

#### Inondation
Plan de prévention du risque inondation (PPRI) Vallée du Gapeau.

#### Sismicité
Commune située dans une zone 2 sismicité faible.

## Toponymie
Le nom de la localité est attesté sous la forme Ferleda en 1079.
Il s'agit d'un type toponymique occitan basé sur l'appellatif ferula (ferulo) « férules », mot issu du latin ferula de même sens. Il est dérivé à l'aide du suffixe -eda (-edo), francisé par la suite en -ède cf. pinède issu de l'occitan. C'est un suffixe collectif désignant un ensemble de plantes, de fleurs ou d'arbres appartenant à la même espèce. Il procède lui-même du suffixe collectif latin -ēta à l'origine également du suffixe d'oïl -aie (ex : chênaie, hêtraie, etc.). Le sens global de La Farlède est celui de « lieu couvert de férules ».

## Histoire
Autrefois, la Farlède s'appelait Solliès-Farlède et faisait partie des quatre bourgs dépendants de la seigneurie de Solier, avec Solliès-Pont, Solliès-Toucas ainsi que Solliès-Ville. Devenue commune à part entière sous l'action de l'abbé Rigouard, curé-député du clergé à l'assemblée constituante. C'est en 1789 que pour mieux marquer son indépendance, elle abandonne le nom de Solliès-Farlède et devient officiellement la Farlède.
Sa devise Dou Souléu Tou Bén qui signifie « du soleil tout vient », rappelle son terroir où les cultures de toute nature représentaient et représentent encore pour une moindre part aujourd'hui, l'origine de sa prospérité.

## Politique et administration

### Intercommunalité
Commune membre de la Communauté de communes de la Vallée du Gapeau.

### Liste des maires
| Période                                  | Période                  | Identité            | Étiquette    | Qualité |
| ---------------------------------------- | ------------------------ | ------------------- | ------------ | --- |
| Les données manquantes sont à compléter. |                          |                     |              | |
| avril 1938                               | novembre 1941            | Roger Mistral       | SFIO         | Ouvrier à l'Arsenal de Toulon Conseiller d’arrondissement (1937 → 1939) Conseiller général du canton de Solliès-Pont (1939 → 1940)                                      |
| novembre 1944                            | mars 1977                | Roger Mistral       | SFIO puis PS | Vice-président de la Fédération Léo-Lagrange Élu en 1945, réélu en 1947, 1953, 1959, 1965 et 1971                                                                       |
| mars 1977                                | décembre 2003            | François Pantalacci | DVD          | Réélu en 1983, 1989, 1995 et 2001 |
| janvier 2004                             | mars 2008                | Charles Rodolphe    | DVD          | Retraité |
| mars 2008                                | février 2021 (démission) | Raymond Abrines     | UMP-LR       | Médecin retraité 3e vice-président de la CC de la Vallée du Gapeau (2018 → 2020) 1er vice-président de la CC de la Vallée du Gapeau (2020 → 2021) Réélu en 2014 et 2020 |
| 10 mars 2021                             | en cours                 | Yves Palmieri       | DVD          | Enseignant agrégé en éducation physique, ancien adjoint 1er vice-président de la CC de la Vallée du Gapeau (2021 → )                                                    |

### Budget et fiscalité 2020
En 2020, le budget de la commune était constitué ainsi :
- total des produits de fonctionnement : 11 108 000 €, soit 1 208 € par habitant ;
- total des charges de fonctionnement : 9 296 000 €, soit 1 011 € par habitant ;
- total des ressources d'investissement : 4 558 000 €, soit 496 € par habitant ;
- total des emplois d'investissement : 2 412 000 €, soit 262 € par habitant ;
- endettement : 1 850 000 €, soit 201 € par habitant.

Avec les taux de fiscalité suivants :
- taxe d'habitation : 9,75 % ;
- taxe foncière sur les propriétés bâties : 17,70 % ;
- taxe foncière sur les propriétés non bâties : 80,15 % ;
- taxe additionnelle à la taxe foncière sur les propriétés non bâties : 0,00 % ;
- cotisation foncière des entreprises : 0,00 %.

Chiffres clés Revenus et pauvreté des ménages en 2018 : médiane en 2018 du revenu disponible, par unité de consommation : 23 440 €.

## Équipements et services publics

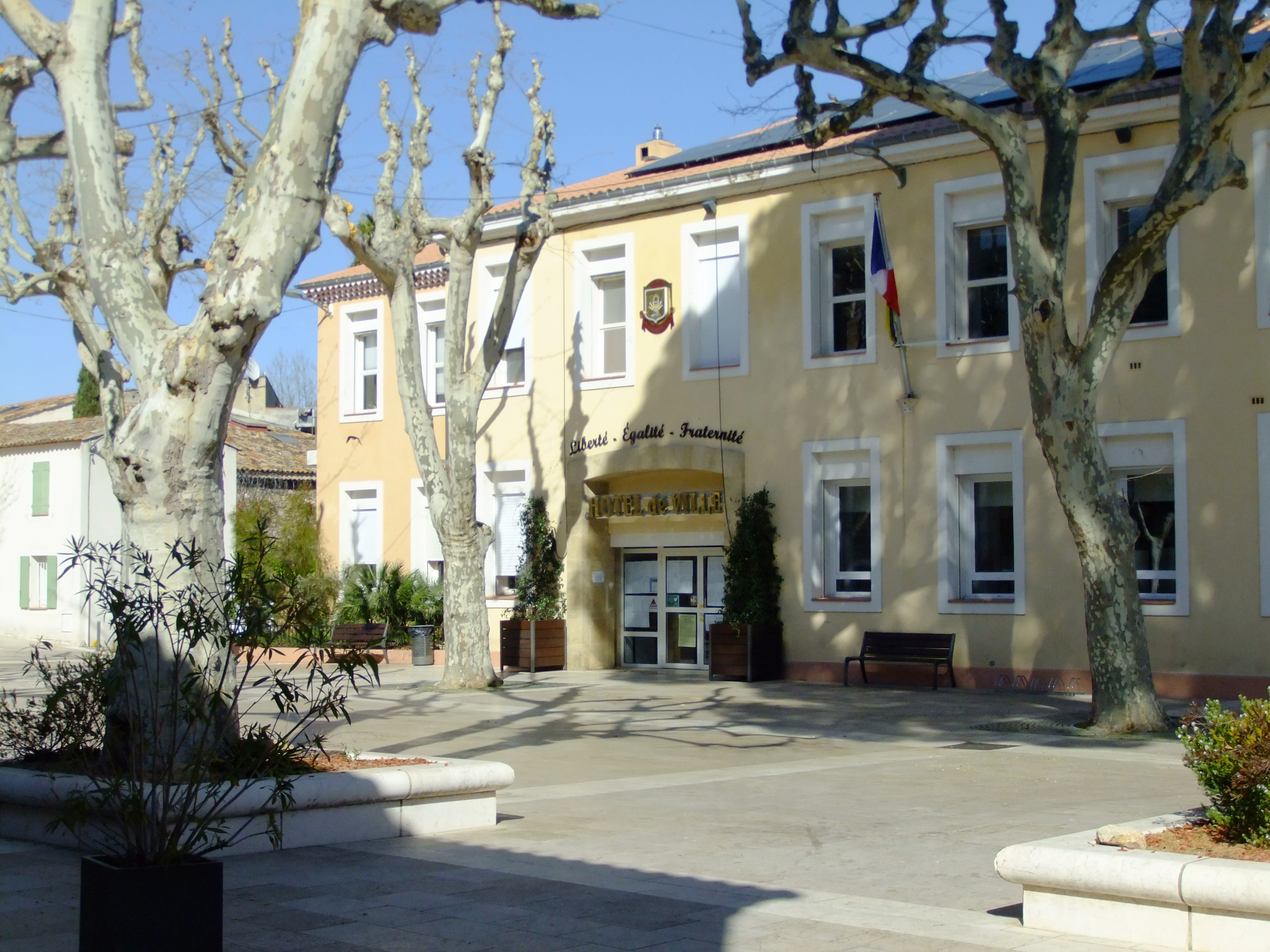
La mairie sur la place de la liberté.

### Eau et déchets
La commune dispose de la station d'épuration de la Communauté de communes Vallée du Gapeau, d'une capacité de 80 000 équivalent-habitants, équipement conçu pour répondre aux besoins de toute la Vallée du Gapeau à l'horizon 2030.

### Enseignement
Établissements d'enseignements :
- École maternelle Marius-Gensollen
- École maternelle Marie-Curie
- École élémentaire Jean-Aicard
- École élémentaire Jean-Monnet
- Collège André-Malraux

### Santé
Professionnels et établissements de santé :
- Médecins,
- Pharmacies,
- Clinique Saint Roch,
- Centre hospitalier intercommunal Toulon-La Seyne-sur-Mer[37].
- Hôpital d'instruction des armées Sainte-Anne à Toulon.
- Hôpital Renée-Sabran à Hyères.
- Hôpital San Salvadour à Hyères.

## Population et société

### Évolution démographique
L'évolution du nombre d'habitants est connue à travers les recensements de la population effectués dans la commune depuis 1800. Pour les communes de moins de 10 000 habitants, une enquête de recensement portant sur toute la population est réalisée tous les cinq ans, les populations de référence des années intermédiaires étant quant à elles estimées par interpolation ou extrapolation. Pour la commune, le premier recensement exhaustif entrant dans le cadre du nouveau dispositif a été réalisé en 2004.

En 2022, la commune comptait 9 745 habitants, en évolution de +11,14 % par rapport à 2016 (Var : +4,98 %, France hors Mayotte : +2,11 %).
| 1800 | 1806  | 1821  | 1831  | 1836  | 1841  | 1846  | 1851  | 1856 |
| ---- | ----- | ----- | ----- | ----- | ----- | ----- | ----- | ---- |
| 919  | 1 018 | 1 052 | 1 035 | 1 052 | 1 004 | 1 007 | 1 009 | 965  |

| 1861 | 1866 | 1872  | 1876  | 1881 | 1886 | 1891 | 1896 | 1901 |
| ---- | ---- | ----- | ----- | ---- | ---- | ---- | ---- | ---- |
| 984  | 984  | 1 412 | 1 027 | 967  | 950  | 923  | 931  | 942  |

| 1906  | 1911  | 1921 | 1926  | 1931  | 1936  | 1946  | 1954  | 1962  |
| ----- | ----- | ---- | ----- | ----- | ----- | ----- | ----- | ----- |
| 1 011 | 1 012 | 940  | 1 050 | 1 121 | 1 203 | 1 194 | 1 533 | 1 874 |

| 1968  | 1975  | 1982  | 1990  | 1999  | 2004  | 2006  | 2009  | 2014  |
| ----- | ----- | ----- | ----- | ----- | ----- | ----- | ----- | ----- |
| 2 540 | 3 027 | 4 472 | 6 491 | 6 877 | 6 898 | 6 952 | 8 135 | 8 755 |

| 2019  | 2022  | - | - | - | - | - | - | - |
| ----- | ----- | - | - | - | - | - | - | - |
| 9 614 | 9 745 | - | - | - | - | - | - | - |

### Sports et loisirs

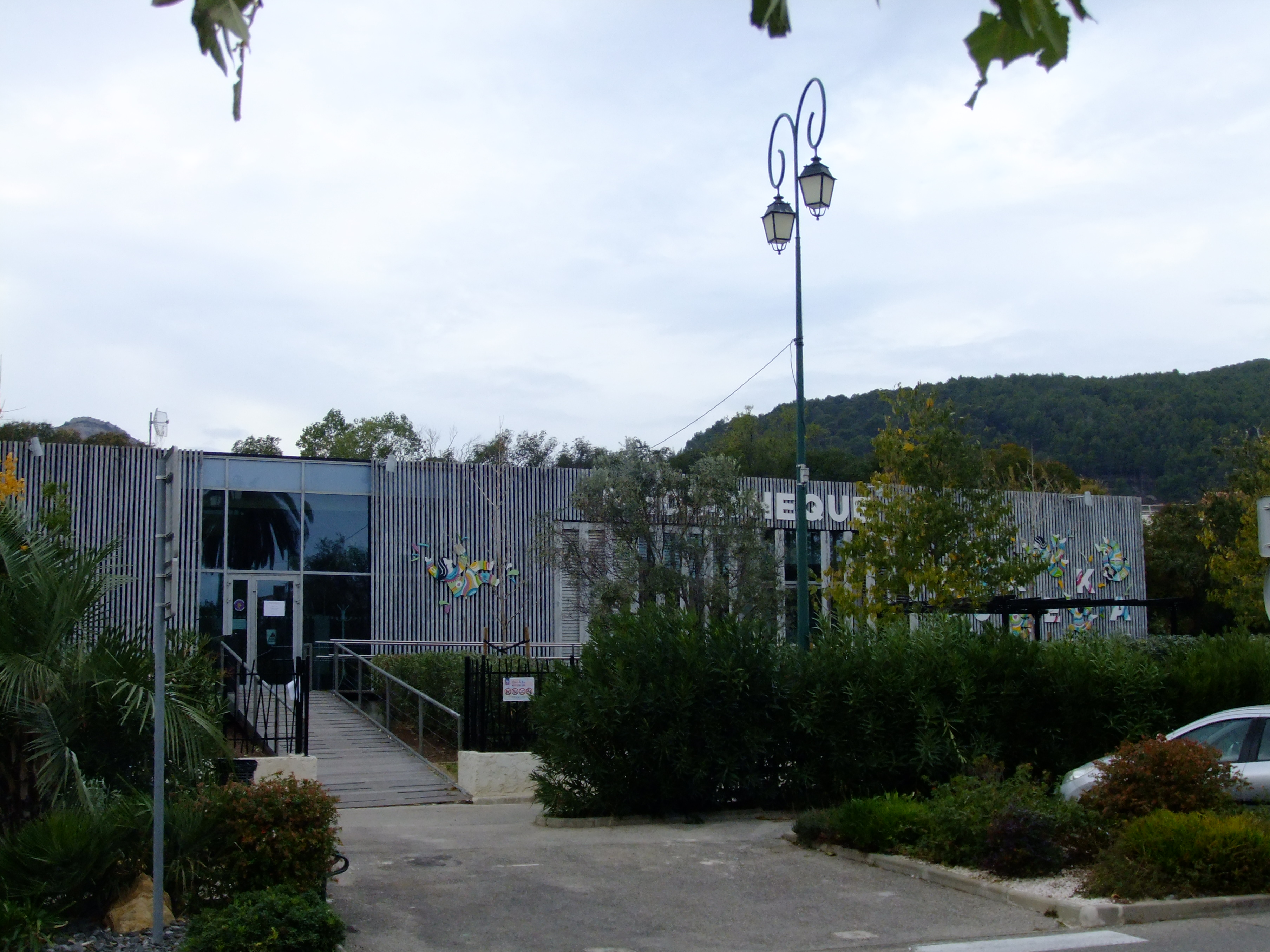
La médiathèque de La Farlède.

La ville dispose d'une médiathèque et des équipements sportifs suivants : la salle omnisports François-Pantalacci, le complexe Sportif Jacques-Astier, la maison Charles-Rodolphe.

### Cultes
- Culte catholique, Paroisse de La Farlède[42], Diocèse de Fréjus-Toulon.
- Culte protestant, Église Bethel du Var à La Crau[43].

## Économie

### Entreprises et commerces

#### Agriculture
- Apiculteur.
- Agriculteurs, éleveurs.
- Moulin à huile[44].

#### Tourisme
- Restaurants, Pizzerias, Cafés, Brasseries.
- Hôtel Le Coudon[45].
- Chambres d'hôtes[46].
- Office de tourisme[47] à Solliès-Pont.

#### Commerces et services
- Commerces et services de proximité[48].
- Traiteur.
- Boucherie.
- Épiceries.

## Culture locale et patrimoine

### Lieux et monuments
Patrimoine religieux :

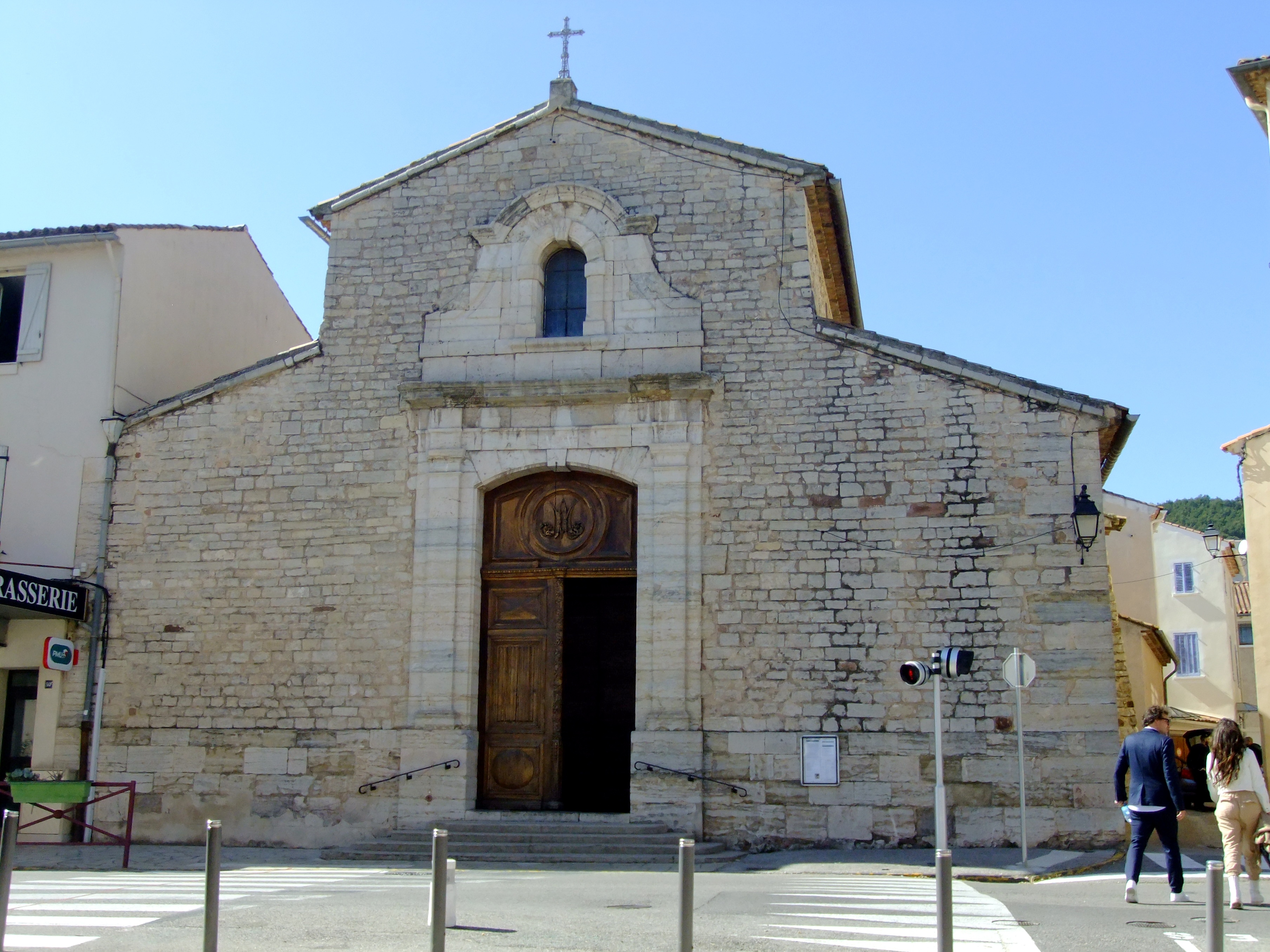
Église de l'immaculée Conception.

- Église de l’immaculée conception, qui fut consacrée à notre Dame sous le vocable de l'Immaculée Conception. Construite en 1751 et achevée 1755[49], de style roman avec une façade en pierre de taille et une porte à deux vantaux de chêne initialement prévue pour la basilique Sainte-Marie-Madeleine de Saint-Maximin. On y trouve un retable de 1755. L'église devient une paroisse indépendante 24 ans après sa construction en 1779. Son premier curé est Joseph Rigouard, prêtre célèbre de la Farlède.
- Chapelle de la Sainte-Trinité[50].
- Restes de l’abside en cul-de-four datant des environs du XIIe siècle de l'ancienne chapelle Notre-Dame (Saint-Jean)[51].
- Monument aux morts. Conflits commémorés : 1870-1871; 1914-1918; 1939-1945[52].
- Oratoire Saint-Roch.

Patrimoine civil :
- Fontaines[53].
- Barrages de Flayosque, de la Castille[54].
- Moulin de la Capelle[55].
- Mur peint.

Patrimoine naturel :
- Aliboufier, arbre remarquable[56].
- Oliveraie royale des Laures[57].

### Blasonnement
|  | Les armoiries de La Farlède se blasonnent ainsi : D'azur aux sept épis de blé d'argent, liés de gueules, surmontés d'un soleil d'or.. |